# Uranotaenia nivipous
Uranotaenia nivipous är en tvåvingeart som beskrevs av Theobald 1912. Uranotaenia nivipous ingår i släktet Uranotaenia och familjen stickmyggor. Inga underarter finns listade i Catalogue of Life.